# Виктор Роган
Виктор Роган (Београд, 12. децембар 2002) српски је фудбалер који тренутно наступа за Чукарички.

## Каријера
Роган је фудбал почео да тренира у Раду, а после три године прешао је у Партизан. У млађим узрастима играо је у нападу и везном реду, док је касније померен на место десног бека. У Партизану је остао до селекције млађих кадета, а потом је прослеђен филијали, Телеоптику, где је наступао са својом генерацијом. Клуб је напустио почетком 2018. и развој наставио у омладинској школи Чукаричког. Стипендијски уговор потписао је годину дана касније. Први професионални уговор с клубом потписао је средином септембра 2020. У Суперлиги Србије је дебитовао на затварању такмичарске 2020/21, против сурдуличког Радника, заменивши на терену Николу Ћирковића у другом полувремену. Наредне сезоне добио је нешто више прилика као један од фудбалера са статусом бонуса. Читав сусрет по први пут је одиграо у 6. колу, када је Чукарички победио Раднички 1923 на Стадиону Чика Дача. У јуну 2022. потписао је нови трогодишњи уговор. Свој први погодак у професионалној конкуренцији постигао је против новосадске Младости, на последњем такмичарском сусрету који су клубови одиграли током исте календарске године.

## Репрезентација
Роган је селектиран кроз тренажне активности под окриљем Фудбалског савеза Србије. За селекцију у узрасту до 15 година старости дебитовао је 2017. године, на првом од два сусрета које је та екипа одиграла с вршњацима из Катара. Следеће године је био у саставу млађих кадета. Такође је играо и за кадетску репрезентацију, која након пораза од Шведске у априлу 2019. није успела да оствари пласман на Европско првенство. Потом је био члан селекције до 18 година старости, а за омладински састав дебитовао је у фебруару 2021, против Босне и Херцеговине. На сусрету који је екипа у узрасту до 20 година старости одиграла с Италијом, Роган је био стрелац јединог поготка за минималну победу Србије. За младу репрезентацију је дебитовао у марту 2022. године.

## Статистика

### Клупска
Ажурирано 13. октобра 2023.
| Клуб      | Сезона   | Лига             | Лига    | Лига   | Национални куп | Национални куп | Европа  | Европа | Остало  | Остало | Укупно  | Укупно |
| Клуб      | Сезона   | Дивизија         | Наступа | Голова | Наступа        | Голова         | Наступа | Голова | Наступа | Голова | Наступа | Голова |
| --------- | -------- | ---------------- | ------- | ------ | -------------- | -------------- | ------- | ------ | ------- | ------ | ------- | ------ |
| Чукарички | 2020/21. | Суперлига Србије | 1       | 0      | —              | —              | —       | —      | —       | —      | 1       | 0      |
| Чукарички | 2021/22. | Суперлига Србије | 13      | 0      | 1              | 0              | 0       | 0      | —       | —      | 14      | 0      |
| Чукарички | 2022/23. | Суперлига Србије | 22      | 1      | 5              | 0              | 2       | 0      | —       | —      | 29      | 1      |
| Чукарички | 2023/24. | Суперлига Србије | 5       | 0      | 0              | 0              | 3       | 0      | —       | —      | 8       | 0      |
| Чукарички | Укупно   | Укупно           | 41      | 1      | 6              | 0              | 5       | 0      | —       | —      | 52      | 1      |

### Утакмице у дресу репрезентације
| Репрезентација Србије у узрасту до 15 година старости | Репрезентација Србије у узрасту до 15 година старости | Репрезентација Србије у узрасту до 15 година старости | Репрезентација Србије у узрасту до 15 година старости | Репрезентација Србије у узрасту до 15 година старости | Репрезентација Србије у узрасту до 15 година старости | Репрезентација Србије у узрасту до 15 година старости | Репрезентација Србије у узрасту до 15 година старости | Репрезентација Србије у узрасту до 15 година старости | Репрезентација Србије у узрасту до 15 година старости |
| #                                                     | Датум                                                 | Такмичење                                             | Локација                                              | Домаћин                                               | Резултат                                              | Гост                                                  | Гол                                                   | Реф.                                                  |                                                       |
| ----------------------------------------------------- | ----------------------------------------------------- | ----------------------------------------------------- | ----------------------------------------------------- | ----------------------------------------------------- | ----------------------------------------------------- | ----------------------------------------------------- | ----------------------------------------------------- | ----------------------------------------------------- | ----------------------------------------------------- |
| 1.                                                    | 4. април 2017.                                        | Пријатељска утакмица                                  | Доха, Катар                                           | Катар                                                 | 2 : 3                                                 | Србија                                                |                                                       | [ 17 ]                                                |                                                       |
| 1                                                     | Укупан број утакмица и постигнутих погодака           | Укупан број утакмица и постигнутих погодака           | Укупан број утакмица и постигнутих погодака           | Укупан број утакмица и постигнутих погодака           | Укупан број утакмица и постигнутих погодака           | Укупан број утакмица и постигнутих погодака           | 0                                                     |                                                       |                                                       |

| Репрезентација Србије у узрасту до 16 година старости | Репрезентација Србије у узрасту до 16 година старости | Репрезентација Србије у узрасту до 16 година старости | Репрезентација Србије у узрасту до 16 година старости | Репрезентација Србије у узрасту до 16 година старости | Репрезентација Србије у узрасту до 16 година старости | Репрезентација Србије у узрасту до 16 година старости | Репрезентација Србије у узрасту до 16 година старости | Репрезентација Србије у узрасту до 16 година старости | Репрезентација Србије у узрасту до 16 година старости |
| #                                                     | Датум                                                 | Такмичење                                             | Локација                                              | Домаћин                                               | Резултат                                              | Гост                                                  | Гол                                                   | Реф.                                                  |                                                       |
| ----------------------------------------------------- | ----------------------------------------------------- | ----------------------------------------------------- | ----------------------------------------------------- | ----------------------------------------------------- | ----------------------------------------------------- | ----------------------------------------------------- | ----------------------------------------------------- | ----------------------------------------------------- | ----------------------------------------------------- |
| 1.                                                    | 24. фебруар 2018.                                     | Пријатељска утакмица                                  | Спортски центар ФСЦГ, Подгорица                       | Црна Гора                                             | 0 : 1                                                 | Србија                                                |                                                       | [ 29 ]                                                |                                                       |
| 2.                                                    | 11. мај 2018.                                         | Развојни турнир УЕФА                                  | Кућа фудбала, Стара Пазова                            | Србија                                                | 0 : 0                                                 | Индија                                                |                                                       | [ 30 ]                                                |                                                       |
| 3.                                                    | 13. мај 2018.                                         | Развојни турнир УЕФА                                  | Кућа фудбала, Стара Пазова                            | Србија                                                | 2 : 2                                                 | Јордан                                                |                                                       | [ 31 ]                                                |                                                       |
| 3                                                     | Укупан број утакмица и постигнутих погодака           | Укупан број утакмица и постигнутих погодака           | Укупан број утакмица и постигнутих погодака           | Укупан број утакмица и постигнутих погодака           | Укупан број утакмица и постигнутих погодака           | Укупан број утакмица и постигнутих погодака           | 0                                                     |                                                       |                                                       |

| Репрезентација Србије у узрасту до 17 година старости | Репрезентација Србије у узрасту до 17 година старости | Репрезентација Србије у узрасту до 17 година старости | Репрезентација Србије у узрасту до 17 година старости | Репрезентација Србије у узрасту до 17 година старости | Репрезентација Србије у узрасту до 17 година старости | Репрезентација Србије у узрасту до 17 година старости | Репрезентација Србије у узрасту до 17 година старости | Репрезентација Србије у узрасту до 17 година старости | Репрезентација Србије у узрасту до 17 година старости |
| #                                                     | Датум                                                 | Такмичење                                             | Локација                                              | Домаћин                                               | Резултат                                              | Гост                                                  | Гол                                                   | Реф.                                                  |                                                       |
| ----------------------------------------------------- | ----------------------------------------------------- | ----------------------------------------------------- | ----------------------------------------------------- | ----------------------------------------------------- | ----------------------------------------------------- | ----------------------------------------------------- | ----------------------------------------------------- | ----------------------------------------------------- | ----------------------------------------------------- |
| 1.                                                    | 13. септембар 2018.                                   | Пријатељска утакмица                                  | Градски стадион, Сребреник                            | Босна и Херцеговина                                   | 0 : 1                                                 | Србија                                                |                                                       | [ 32 ]                                                |                                                       |
| 2.                                                    | 27. новембар 2018.                                    | Пријатељска утакмица                                  | Крајова, Румунија                                     | Румунија                                              | 0 : 1                                                 | Србија                                                |                                                       | [ 33 ]                                                |                                                       |
| 3.                                                    | 29. новембар 2018.                                    | Пријатељска утакмица                                  | Крајова, Румунија                                     | Румунија                                              | 1 : 2                                                 | Србија                                                |                                                       | [ 34 ]                                                |                                                       |
| 4.                                                    | 12. фебруар 2019.                                     | Пријатељска утакмица                                  | Тaмaји дел Бруђерa                                    | Италија                                               | 3 : 0                                                 | Србија                                                |                                                       | [ 35 ]                                                |                                                       |
| 5.                                                    | 14. фебруар 2019.                                     | Пријатељска утакмица                                  | Стaдиoн у Пoденoнеу                                   | Италија                                               | 2 : 0                                                 | Србија                                                |                                                       | [ 36 ]                                                |                                                       |
| 6.                                                    | 5. март 2019.                                         | Пријатељска утакмица                                  | Кућа фудбала, Стара Пазова                            | Србија                                                | 3 : 0                                                 | Босна и Херцеговина                                   |                                                       | [ 37 ]                                                |                                                       |
| 7.                                                    | 7. март 2019.                                         | Пријатељска утакмица                                  | Кућа фудбала, Стара Пазова                            | Србија                                                | 2 : 2                                                 | Босна и Херцеговина                                   |                                                       | [ 38 ]                                                |                                                       |
| 8.                                                    | 1. април 2019.                                        | Квалификације за европско првенство                   | Кућа фудбала, Стара Пазова                            | Србија                                                | 1 : 2                                                 | Шведска                                               |                                                       | [ 39 ]                                                |                                                       |
| 8                                                     | Укупан број утакмица и постигнутих погодака           | Укупан број утакмица и постигнутих погодака           | Укупан број утакмица и постигнутих погодака           | Укупан број утакмица и постигнутих погодака           | Укупан број утакмица и постигнутих погодака           | Укупан број утакмица и постигнутих погодака           | Укупан број утакмица и постигнутих погодака           |                                                       |                                                       |

| Репрезентација Србије у узрасту до 18 година старости | Репрезентација Србије у узрасту до 18 година старости | Репрезентација Србије у узрасту до 18 година старости | Репрезентација Србије у узрасту до 18 година старости | Репрезентација Србије у узрасту до 18 година старости | Репрезентација Србије у узрасту до 18 година старости | Репрезентација Србије у узрасту до 18 година старости | Репрезентација Србије у узрасту до 18 година старости | Репрезентација Србије у узрасту до 18 година старости | Репрезентација Србије у узрасту до 18 година старости |
| #                                                     | Датум                                                 | Такмичење                                             | Локација                                              | Домаћин                                               | Резултат                                              | Гост                                                  | Гол                                                   | Реф.                                                  |                                                       |
| ----------------------------------------------------- | ----------------------------------------------------- | ----------------------------------------------------- | ----------------------------------------------------- | ----------------------------------------------------- | ----------------------------------------------------- | ----------------------------------------------------- | ----------------------------------------------------- | ----------------------------------------------------- | ----------------------------------------------------- |
| 1.                                                    | 26. новембар 2019.                                    | Пријатељска утакмица                                  | СЦ ФС Северне Македоније                              | Северна Македонија                                    | 0 : 1                                                 | Србија                                                |                                                       | [ 40 ]                                                |                                                       |
| 2.                                                    | 28. новембар 2019.                                    | Пријатељска утакмица                                  | СЦ ФС Северне Македоније                              | Северна Македонија                                    | 1 : 5                                                 | Србија                                                |                                                       | [ 41 ]                                                |                                                       |
| 3.                                                    | 8. децембар 2019.                                     | "Зимски турнир" у Израелу                             | Стадион у Шефајиму                                    | Израел                                                | 0 : 2                                                 | Србија                                                |                                                       | [ 42 ]                                                |                                                       |
| 4.                                                    | 10. децембар 2019.                                    | "Зимски турнир" у Израелу                             | Стадион у Шефајиму                                    | Србија                                                | 2 : 1                                                 | Немачка                                               |                                                       | [ 43 ]                                                |                                                       |
| 4                                                     | Укупан број утакмица и постигнутих погодака           | Укупан број утакмица и постигнутих погодака           | Укупан број утакмица и постигнутих погодака           | Укупан број утакмица и постигнутих погодака           | Укупан број утакмица и постигнутих погодака           | Укупан број утакмица и постигнутих погодака           | 0                                                     |                                                       |                                                       |

| Репрезентација Србије у узрасту до 19 година старости | Репрезентација Србије у узрасту до 19 година старости | Репрезентација Србије у узрасту до 19 година старости | Репрезентација Србије у узрасту до 19 година старости | Репрезентација Србије у узрасту до 19 година старости | Репрезентација Србије у узрасту до 19 година старости | Репрезентација Србије у узрасту до 19 година старости | Репрезентација Србије у узрасту до 19 година старости | Репрезентација Србије у узрасту до 19 година старости | Репрезентација Србије у узрасту до 19 година старости |
| #                                                     | Датум                                                 | Такмичење                                             | Локација                                              | Домаћин                                               | Резултат                                              | Гост                                                  | Гол                                                   | Реф.                                                  |                                                       |
| ----------------------------------------------------- | ----------------------------------------------------- | ----------------------------------------------------- | ----------------------------------------------------- | ----------------------------------------------------- | ----------------------------------------------------- | ----------------------------------------------------- | ----------------------------------------------------- | ----------------------------------------------------- | ----------------------------------------------------- |
| 1.                                                    | 23. фебруар 2021.                                     | Пријатељска утакмица                                  | Кућа фудбала, Стара Пазова                            | Србија                                                | 1 : 0                                                 | Босна и Херцеговина                                   |                                                       | [ 44 ]                                                |                                                       |
| 2.                                                    | 25. фебруар 2021.                                     | Пријатељска утакмица                                  | Кућа фудбала, Стара Пазова                            | Србија                                                | 2 : 1                                                 | Босна и Херцеговина                                   |                                                       | [ 45 ]                                                |                                                       |
| 3.                                                    | 21. март 2021.                                        | Пријатељска утакмица                                  | Стадион у Араду                                       | Румунија                                              | 0 : 0                                                 | Србија                                                |                                                       | [ 46 ]                                                |                                                       |
| 3                                                     | Укупан број утакмица и постигнутих погодака           | Укупан број утакмица и постигнутих погодака           | Укупан број утакмица и постигнутих погодака           | Укупан број утакмица и постигнутих погодака           | Укупан број утакмица и постигнутих погодака           | Укупан број утакмица и постигнутих погодака           | 0                                                     |                                                       |                                                       |

| Репрезентација Србије у узрасту до 20 година старости | Репрезентација Србије у узрасту до 20 година старости | Репрезентација Србије у узрасту до 20 година старости | Репрезентација Србије у узрасту до 20 година старости | Репрезентација Србије у узрасту до 20 година старости | Репрезентација Србије у узрасту до 20 година старости | Репрезентација Србије у узрасту до 20 година старости | Репрезентација Србије у узрасту до 20 година старости | Репрезентација Србије у узрасту до 20 година старости | Репрезентација Србије у узрасту до 20 година старости |
| #                                                     | Датум                                                 | Такмичење                                             | Локација                                              | Домаћин                                               | Резултат                                              | Гост                                                  | Гол                                                   | Реф.                                                  |                                                       |
| ----------------------------------------------------- | ----------------------------------------------------- | ----------------------------------------------------- | ----------------------------------------------------- | ----------------------------------------------------- | ----------------------------------------------------- | ----------------------------------------------------- | ----------------------------------------------------- | ----------------------------------------------------- | ----------------------------------------------------- |
| 1.                                                    | 6. септембар 2021.                                    | Пријатељска утакмица                                  | Стадион Теофило Патини, Кастел ди Сангро              | Италија                                               | 0 : 1                                                 | Србија                                                | Гол                                                   | [ 22 ]                                                |                                                       |
| 1                                                     | Укупан број утакмица и постигнутих погодака           | Укупан број утакмица и постигнутих погодака           | Укупан број утакмица и постигнутих погодака           | Укупан број утакмица и постигнутих погодака           | Укупан број утакмица и постигнутих погодака           | Укупан број утакмица и постигнутих погодака           | 0                                                     |                                                       |                                                       |

| Репрезентација Србије у узрасту до 21 године старости | Репрезентација Србије у узрасту до 21 године старости | Репрезентација Србије у узрасту до 21 године старости | Репрезентација Србије у узрасту до 21 године старости | Репрезентација Србије у узрасту до 21 године старости | Репрезентација Србије у узрасту до 21 године старости | Репрезентација Србије у узрасту до 21 године старости | Репрезентација Србије у узрасту до 21 године старости | Репрезентација Србије у узрасту до 21 године старости | Репрезентација Србије у узрасту до 21 године старости |
| #                                                     | Датум                                                 | Такмичење                                             | Локација                                              | Домаћин                                               | Резултат                                              | Гост                                                  | Гол                                                   | Реф.                                                  |                                                       |
| ----------------------------------------------------- | ----------------------------------------------------- | ----------------------------------------------------- | ----------------------------------------------------- | ----------------------------------------------------- | ----------------------------------------------------- | ----------------------------------------------------- | ----------------------------------------------------- | ----------------------------------------------------- | ----------------------------------------------------- |
| 1.                                                    | 24. март 2022.                                        | Квалификације за Европско првенство                   | Стадион Тржни центар, Вождовац                        | Србија                                                | 2 : 1                                                 | Северна Македонија                                    |                                                       | [ 47 ]                                                |                                                       |
| 2.                                                    | 29. март 2022.                                        | Квалификације за Европско првенство                   | ТСЦ академија, Бачка Топола                           | Србија                                                | 2 : 0                                                 | Јерменија                                             |                                                       | [ 48 ]                                                |                                                       |
| 3.                                                    | 2. јун 2022.                                          | Квалификације за Европско првенство                   | Алпски стадион, Гренобл                               | Француска                                             | 2 : 0                                                 | Србија                                                |                                                       | [ 49 ]                                                |                                                       |
| 4.                                                    | 7. јун 2022.                                          | Квалификације за Европско првенство                   | Стадион у Клаксвику                                   | Фарска Острва                                         | 1 : 1                                                 | Србија                                                |                                                       | [ 50 ]                                                |                                                       |
| 5.                                                    | 27. септембар 2022.                                   | Пријатељска утакмица                                  | Национална фудбалска база Бојана, Софија              | Бугарска                                              | 1 : 1                                                 | Србија                                                |                                                       | [ 51 ]                                                |                                                       |
| 6.                                                    | 20. новембар 2022.                                    | Пријатељска утакмица                                  | Никозија                                              | Кипар                                                 | 2 : 2                                                 | Србија                                                |                                                       | [ 52 ]                                                |                                                       |
| 7.                                                    | 23. новембар 2022.                                    | Пријатељска утакмица                                  | Ларнака                                               | Србија                                                | 1 : 1                                                 | Северна Македонија                                    |                                                       | [ 53 ]                                                |                                                       |
| 8.                                                    | 24. март 2023.                                        | Пријатељска утакмица                                  | ТСЦ академија, Бачка Топола                           | Србија                                                | 0 : 2                                                 | Италија                                               |                                                       | [ 54 ]                                                |                                                       |
| 9.                                                    | 28. март 2023.                                        | Пријатељска утакмица                                  | Спортски центар, Марбеља                              | Сједињене Америчке Државе                             | 0 : 0                                                 | Србија                                                |                                                       | [ 55 ]                                                |                                                       |
| 10.                                                   | 12. септембар 2023.                                   | Квалификације за Европско првенство                   | Кућа фудбала, Стара Пазова                            | Србија                                                | 2 : 0                                                 | Азербејџан                                            |                                                       | [ 56 ]                                                |                                                       |
| 11.                                                   | 12. октобар 2023.                                     | Квалификације за Европско првенство                   | Стадион Сити Граунд, Нотингем                         | Енглеска                                              | 9 : 1                                                 | Србија                                                |                                                       | [ 57 ]                                                |                                                       |
| 11                                                    | Укупан број утакмица и постигнутих погодака           | Укупан број утакмица и постигнутих погодака           | Укупан број утакмица и постигнутих погодака           | Укупан број утакмица и постигнутих погодака           | Укупан број утакмица и постигнутих погодака           | Укупан број утакмица и постигнутих погодака           | 0                                                     |                                                       |                                                       |